# Comperiella bifasciata
Comperiella bifasciata is een vliesvleugelig insect uit de familie Encyrtidae. De wetenschappelijke naam van de soort en van het geslacht Comperiella is voor het eerst geldig gepubliceerd in 1906 door Leland Ossian Howard.
Het is een parasitoïde wesp van Aonidiella aurantii Maskell. Deze schildluis is een ernstig plaaginsect in de citrusvruchtenteelt, bekend als "red scale" of "California red scale".
De naam Comperiella verwijst naar George Compere. Die was door de State Board of Horticulture van Californië naar China gestuurd in het kader van de strijd tegen California red scale, die vanuit China naar de Verenigde Staten was gebracht. Compere nam een sinaasappel- of citroenenboom mee om Chinese parasieten van de red scale naar Californië te brengen die behulpzaam konden zijn in de biologische bestrijding van de red scale. Howard vond in zijn specimens deze nieuwe soort, een kleine parasitaire wesp van 1,1 mm lang (vrouwtje).